# اضطراب نمائي
تشكل الاضطرابات النمائية مجموعة من الحالات النفسية الناشئة في الطفولة مسببةً أضرارًا جسيمة في أجزاء مختلفة. هناك طرق متعددة لاستعمال هذا المصطلح. تُستخدم الفكرة الأضيق منه في خانة «اضطرابات محددة في النماء النفسي» في المراجعة العاشرة للتصنيف الدولي للأمراض (ICD-10). تتكون هذه الاضطرابات من اضطراب اللغة النمائي، واضطرابات التعلم، واضطرابات الحركة، واضطرابات طيف التوحد. يُضمّن اضطراب نقص الانتباه مع فرط النشاط (ADHD) في التعاريف الأوسع، ويُستخدم مصطلح اضطراب النمو العصبي في هذه الحالة. يُضمّن البعض في التعريف السلوك المعادي للمجتمع والفُصام اللذين يبدآن في سن الطفولة ويستمران طيلة الحياة. مع ذلك، الحالتان الأخيرتان غير مستقرتين كباقي الاضطرابات النمائية، ولا تتوفر أدلة مماثلة لوجود مسبب جيني مشترك.
تظهر آثار الاضطرابات النمائية في بداية حياة الشخص. تتحسن معظمها عندما يكبر الطفل، إلا أن بعضها يُخلف اعتلالات تستمر طيلة الحياة. هناك عامل جيني قوي في هذا الاضطراب؛ إذ يُصيب الذكور أكثر من الإناث.

## نشوؤه
تُشخص حالات الإعاقة التعليمية عندما يكون الأطفال يافعين وقد التحقوا بالمدرسة للتوّ. يُكشف عن معظم إعاقات التعلم تحت سن التاسعة.
قد لا يتكلم الأطفال اليافعون الذين يعانون من اضطرابات التواصل على الإطلاق، أو قد يكون لديهم مخزون محدود من المفردات مقارنةً بأعمارهم. يواجه بعض الأطفال المصابين باضطرابات التواصل صعوبة في فهم التوجيهات البسيطة أو قد يكونون عاجزين عن تسمية الأشياء. يتمكن معظم الأطفال المصابين باضطرابات التواصل من التحدث في الوقت الذي يبدؤون فيه بالذهاب إلى المدرسة، ومع ذلك، يستمرون بمواجهة صعوبات في التواصل. إذ يعاني الأطفال في سن المدرسة من مشاكل في فهم وتكوين الكلمات. في حين يعاني المراهقون من صعوبة أكبر عند محاولتهم فهم أو التعبير عن الأفكار المجردة.

### الأسباب
تشتمل الدراسة العلمية لأسباب الاضطرابات النمائية على نظريات عديدة ومختلفة. وتتضمن بعض الاختلافات الرئيسية بين هذه النظريات ما إذا كانت البيئة المحيطة تعمل على تعطيل النمو الطبيعي أم لا، أو ما إذا كانت التشوهات محددة سلفًا. يحصل النمو الطبيعي نتيجة اختلاط مجموعة من العوامل المحيطية والجينية. تختلف النظريات فيما بينها في الجزء الذي يلعبه كل واحد من هذا العوامل في عملية النماء الطبيعي، ما يؤثر على كيفية حدوث الاضطرابات.
تُضمّن إحدى النظريات التي تدعم الأسباب المحيطية في حصول الاضطرابات النمائية الضغط النفسي في بداية الطفولة كسبب في هذه الاعتلالات. اقترح الباحث وطبيب الأطفال النفسي بروس د. بيري إمكانية حصول الاضطرابات النمائية بسبب صدمات نفسية في مراحل الطفولة المبكرة. يُقارن في أعماله بين اضطرابات النماء في الأطفال المتعرضين لصدمة نفسية واضطراب ما بعد الصدمة لدى البالغين، رابطًا الضغط العصبي الشديد الذي يتعرض له من محيطه مع سبب حصول الصعوبات النمائية. تقترح نظريات الشد النفسي الأخرى أنه حتى الضغوط النفسية الصغيرة يُمكن لها أن تتجمع منتجةً اضطراباتٍ عاطفية وسلوكية أو اجتماعية في الأطفال.
أُجريت في عام 2017 دراسة اختبرت 20,000 جينٍ (مورثة) في ما يقارب 4,300 عائلة تحتوي على أطفال مصابين بصعوبات نمائية نادرة في كل من المملكة المتحدة وأيرلندا من أجل معرفة فيما إذا كان هناك سبب جيني وراء هذه الصعوبات. وجدوا 14 اضطرابًا نمائيًا جديدًا حدث بسبب طفرات جينية تلقائية لم يجدوا لها جذورًا في أي من الوالدين (كخطأ في الجين سي دي كي 13). قدروا أن ما يقارب طفلًا من بين 300 طفل يولد بطفرة جينية تلقائية مرتبطة باضطرابات نمائية نادرة.

## الأنواع

### اضطراب طيف التوحد

#### التشخيص
نُشرت أول حالة مشخصة باضطراب طيف التوحد في العام 1943 من قبل الطبيب النفسي الأميركي ليو كانر. هناك مدى واسع لحالات وشدّة اضطراب طيف التوحد، لذا يعد اكتشاف العلامات الأولى للمرض أمرًا صعبًا جدًا. يمكن تشخيصه بشكل دقيق قبل وصول الطفل لعمر ثلاث سنوات، لكن لا يمكن التأكد من التشخيص بشكل تام حتى يصبح الطفل أكبر قليلًا. يتراوح العمر الذي يمكن تشخيصه فيه بين تسعة أشهر وأربعة عشر عامًا، ومعدل العمر للتشخيص هو أربع سنوات في الولايات المتحدة. تُختبر كل حالة من حالات اضطراب طيف التوحد في ثلاثة مراكز تشخيصية مختلفة قبل تأكيد التشخيص. يسمح التشخيص المبكر لهذا الاضطراب بتقليل الضغط النفسي على العائلة، ويسرع من إحالة الطفل لبرامج تعليمية متخصصة، ويؤثر في التخطيط الأسري. إن حصول اضطراب طيف التوحد في طفل ما من العائلة يزيد من خطر إصابة الطفل التالي به بنحو 50 إلى 100 مرة.

#### التشوهات الدماغية
ما يزال سبب حصول اضطراب طيف التوحد غير مؤكد. الشيء المعروف عن الشخص المصاب بالاضطراب هو وجود مشكلة متفشية في الطريقة التي تترابط بها أجزاء الدماغ. وُجد أن الجينات المرتبطة بكل من مستقبلات النواقل العصبية (السيروتونين وحمض الغاما-أمينوبيوتيريك والذي يطلق عليه اختصارًا «غابا») وبالسيطرة الهيكلية على الجهاز العصبي المركزي (جينات النحت أو ما يعرف بجينات هوكس) هي جينات مستهدفة ومتأثرة باضطراب طيف التوحد. يُصيب اضطراب طيف التوحد أجزاء كثيرة من الدماغ. يُلاحظ وجود تغيرات تركيبية في قشرة الدماغ التي تتحكم بالوظائف العليا والإحساس وحركة العضلات والذاكرة. تظهر التغيرات التركيبية في المخيخ أيضًا، والتي تؤثر على المهارات الحركية والتواصلية. قد يتأثر الفص الأيسر للدماغ بالاضطراب متسببًا بأعراض عصبية ونفسية. تتوزع المادة البيضاء والألياف العصبية التي تربط أجزاء مختلفة من الدماغ بصورة غير طبيعية في هذا الاضطراب. يتأثر الجسم الثفني أيضًا بهذا الاضطراب، وهو يمثل حزمة من الألياف العصبية تصل بين النصفين الأيمن والأيسر للدماغ. وجدت دراسة أن 33% من الأشخاص الذين عانوا من عدم تخلق الجسم الثفني، وهي حالة تحصل نتيجة غياب الجسم الثفني إما جزئيًا أو كليًا، أحرزوا نتائج أعلى من الحد الأدنى لاختبارات التوحد.
يكبر دماغ الطفل المصاب باضطراب طيف التوحد بشكل سريع جدًا ويصل إلى حجمه الكامل في العاشرة من عمره. وجدت نتائج الرنين المغناطيسي الوظيفي الحديثة حصول تغير في الترابط بين مناطق الدماغ المسؤولة عن المهارات الاجتماعية بسبب اضطراب طيف التوحد، وقد يكون هذا مرتبطًا بالعاهات الاجتماعية التي يعاني منها المرضى المصابون بهذا الاضطراب.

#### الأعراض
تختلف شدة الأعراض اختلافًا واسعًا. يمكن تصنيف أعراض اضطراب طيف التوحد بشكلٍ عام إلى ما يلي:

##### مشاكل دائمة في التفاعلات الاجتماعية والتواصل مع الآخرين
تلاحظ هذه المشاكل من خلال عدم الاستجابة أثناء الحديث، وقلة مشاركة مشاعره مع الآخرين، وعدم القدرة على البدء بحديث مع الأشخاص، وعدم القدرة على تفسير لغة الجسد، وتجنب التواصل البصري مع الناس، وصعوبة في الحفاظ على علاقاته مع الآخرين.

##### أنماط سلوكية متواترة
يُمكن مشاهدة هذه الأنماط على شكل حركات متكررة في اليد أو بهيئة جمل متواترة أثناء الحديث. التقيد الصارم بالجداول الزمنية وعدم إبداء أي مرونة في التكيف مع التغيير في روتينهم اليومي حتى وإن كان تغييرًا طفيفًا، يُعد كل هذا من الأعراض السلوكية لاضطراب طيف التوحد. قد يُظهرون أنماطًا حسية أيضًا مثل النفور الشديد من روائح معينة أو عدم الاكتراث بالألم أو الحرارة.
تختلف الأعراض باختلاف المراحل النمائية للطفل. يُظهر الأطفال المصابون باضطراب طيف التوحد من عمر الولادة وحتى 36 شهرًا افتقارًا للتواصل البصري، والصمم، وفقدانًا للابتسامة الاجتماعية، ورفض لمسهم أو حملهم، وامتلاكهم سلوكًا حسيًا غير مألوف، وعدم قدرتهم على المحاكاة. يُظهر الأطفال المصابون بالاضطراب بين عمر 12 و24 شهرًا افتقارًا للإيماءات، وتفضيلًا الوحدة، وعدم إشارتهم للأشياء التي يهتمون بها، وإحباطًا سريعًا عند مواجهة التحديات، وافتقارًا للعب الوظيفي. وأخيرًا، يُظهر الأطفال الذين يعانون من الاضطراب بين عمر 24 و36 شهرًا افتقارًا للعب الرمزي، واهتمامًا غير مألوف بأشياء معينة أو بأجسام متحركة.